# Solitary Ground
 (juillet 2018).
Si vous disposez d'ouvrages ou d'articles de référence ou si vous connaissez des sites web de qualité traitant du thème abordé ici, merci de compléter l'article en donnant les références utiles à sa vérifiabilité et en les liant à la section « Notes et références ».
Singles de Epica
Cry for the Moon
(2004) Quietus (Silent Reverie)
(2005)
Solitary Ground est un single du groupe de metal symphonique Epica, sorti en 2005.

## Liste des titres
- Solitary Ground (soundtrack version)
- Solitary Ground (Remix)
- Mother of Light (version sans la voix death de Mark Jansen)
- Palladium